# Gliese 667 Cb
Gliese 667 Cb – planeta pozasłoneczna obiegająca czerwonego karła Gliese 667 C oddalonego około 22,2 lat świetlnych od Ziemi w konstelacji Skorpiona. Planeta Gliese 667 Cb została odkryta w 2009 roku w programie HARPS. Masa tej planety jest co najmniej 5,7 razy większa od masy Ziemi.